# La luna (ópera)
La luna (título original en alemán, Der Mond) es una ópera en un acto con música y libreto en alemán de Carl Orff, basado en un cuento de hadas de los hermanos Grimm. El compositor no la describe como una ópera sino como Ein kleines Welttheater ("Un pequeño teatro del mundo"); la interpretación dura alrededor de una hora y normalmente se empareja con otra ópera de Orff, Die Kluge (La astuta).
Se estrenó el 5 de febrero de 1939 en el Ópera Estatal de Baviera de Múnich, bajo la dirección de Clemens Krauss. Esta ópera rara vez se representa en la actualidad; en las estadísticas de Operabase aparece con sólo 3 representaciones para el período 2005-2010.

## Personajes
| Personaje       | Tesitura      | Reparto del estreno, 5 de febrero de 1939 Director: Clemens Krauss |
| --------------- | ------------- | ------------------------------------------------------------------ |
| El narrador     | tenor         | Julius Patzak                                                      |
| San Pedro       | bajo          | Paul Bender                                                        |
| Un granjero     | barítono      |                                                                    |
| Primer granuja  | barítono      | Franz Theo Reuter                                                  |
| Segundo granuja | barítono      | Emil Graf                                                          |
| Tercer granuja  | tenor         | Karl Ostertag                                                      |
| Cuarto granuja  | bajo          | Georg Wieter                                                       |
| Casero          | papel hablado | Ambros Witt                                                        |

## Argumento
Cuatro individuos roban la Luna para llevársela su país, que no tiene. Se la llevan a la tumba después de morir y San Pedro va al mundo inferior a recuperarla y colgarla de nuevo en el cielo. Los dos papeles hablados incluyen el de un niño y un terrateniente. Los papeles cantados incluyen a los cuatro granujas que roban la luna, San Pedro, un granjero y el narrador.

## Instrumentación
La partitura está escrita para una orquesta formada por:
- Viento madera: 3 flautas (1 doblando flautín), 3 oboes (1 doblando corno inglés), 3 clarinetes (1 doblando clarinete bajo), 2 fagotes (1 doblando contrafagot).
- Viento metal: 4 trompas, 3 trompetas, 3 trombones, 1 tuba.
- Percusión (5 percusionistas): bombo, caja, platillos, tambor de campo, pandereta, triángulo, castañuelas, carios címbalos turcos, gran gong, matraca, palos, cascabeles, campana de hora, campanas tubulares, armónica de cristal, metalófono, glockenspiel, xilófono.
- Otros instrumentos: piano, armonio, celesta, acordeón.
- Cuerda: arpa, cítara y una sección de cuerdas con violines I y II, violas, violonchelos y contrabajos.
- En el escenario: coro mixto, trompa natural (tuba), órgano, campanas, 3 tambores de campo, combo, címbalos, tam-tam, máquina de viento, máquina de truenos, y rayos (Blitz, Einschlag).

## Discografía selecta
| Año  | Elenco (Erzähler -narrador-, Primer joven, Segundo joven, Tercer joven, Cuarto joven, Bauer -Un granjero, Petrus -San Pedro) | Director, Teatro y orquesta                                                                            | Sello discográfico                                                 |
| ---- | --- | --- | ------------------------------------------------------------------ |
| 1957 | Rudolf Christ, Karl Schmitt-Walter, Helmut Graml, Paul Kuen, Peter Lagger, Albrecht Peter, Hans Hotter                       | Wolfgang Sawallisch, Orquesta y coro Filarmonía                                                        | EMI 7 63712 2 (CD) (71'01)                                         |
| 1970 | John van Kesteren, Heinz Friedrich, Richard Kogel, Ferry Gruber, Benno Kusche, Raimund Grumbach, Franz Crass                 | Kurt Eichhorn, Orquesta de la Radiodifusión de Baviera y coro de niños R. Kiermeyer                    | eurodisc 80 961 (2 LP) / Eurodisc 69069 (CD) (78'01) en Amazon.com |
| 1970 | Eberhard Büchner, Fred Teschler, Horst Lunow, Helmut Klotz, Armin Terzibaschian, Reiner Süss, Wilfried Schaal                | Herbert Kegel, Orquesta Sinfónica de la Radiodifusión de Leipzig y coro de la radiodifusión de Leipzig | Philips (2 LP) / Berlin Classics (1 CD) (69'52)                    |
| 2001 | Rolf Romei, Marc-Olivier Oetterli, Oliver Weidinger, Jan-Martin Mächler, Matthias Schaletzky, Peter Kellner, Hans Sisa       | Mark Mast, Junge Münchener Philharmonie, Kleines Welttheaterchor Andechs                               | Orff in Andechs (1 CD) (en vivo)                                   |